# 가오천
가오천(加五川)은 서울특별시 강북구 수유동 북한산에서 발원하여 우이천 하류 3.8km 지점에서 우이천으로 흘러드는 지방하천이다. 오리천(五里川)이라고도 한다. 중하류는 복개되어 한천로150번길, 삼각산로 등의 도로로 쓰이고 있다.